# Амит, Эмиль Османович
Эми́ль Осма́нович Ами́т (Ами́тов) (крымскотат. Emil Osman oğlu Amit, Эмиль Осман огълу Амит; 24 февраля 1938, Симферополь — 28 марта 2002, Москва) — крымскотатарский писатель, переводчик. Член Союза писателей СССР и Союза писателей Москвы. Сын Османа Амита.

## Биография
Родился 24 февраля 1938 года в Симферополе. Отец — писатель Осман Амит (1910—1942), мать — учительница Зулейха Амитова. После депортации крымских татар в 1944 году c матерью и бабушкой проживал в Самаркандской области.
Окончив школу, работал токарем. Учился в лётном училище, но был отчислен. В 1959 году поступил на факультет русской литературы Ташкентского педагогического института. В 1960 году Союз писателей Узбекистана отправил его и Эрвина Умерова в Литературный институт имени А. М. Горького на отделение переводчиков, который он окончил в 1965 году. После окончания института работал в ташкентской газете «Ленин байрагъы». Затем работал в издательстве «Советский писатель», являлся редактором отдела тюркской литературы. Амита приняли в Союз писателей СССР. В последние годы жизни работал переводчиком в тюркоязычной московской газете «Заман».
Писал на русском языке и крымскотатарском языках. Среди изданных произведений: сборник рассказов «Учурымлы ел» («Дорога над кручей», 1971), сборник рассказов и повестей «Севгиден кучьлю» («Сильнее любви», 1973), сборник повестей «Буюк арзунен» («С большой мечтой», 1978), повесть «Сыгъын чокърагьы» («Олений родник», 1982), роман «Ишанч» («Последний шанс», 1986). Автор стихотворения «Моему деду».
Амит перевёл на русский язык произведения писателей Шамиля Алядина и Черкеза-Али. Работы Амита были переведены на азербайджанский, узбекский и молдавский языки.
Скончался 28 марта 2002 года в Москве.

## Работы
- Дорога над кручей (сборник рассказов), 1971
- Сильнее любви (сборник рассказов и повесть), 1973
- Возмужание (сборник рассказов и повесть), 1976
- Алая Чалма (сборник рассказов), 1976
- С большой мечтой (сборник повестей), 1978
- Олений родник (сборник рассказов и повестей), 1982
- Последний шанс (роман), 1986
- Бархатный сезон (повесть), 1995

### Публикации на русском языке
- Дорога над кручей. Рассказы. — Ташкент: Ёш гвардия, 1971. — 88с. с илл.
- Возмужание. Рассказы и повесть. — Ташкент: Ёш гвардия, 1976. — 144с.
- Алая чалма. Повесть. — Москва: Детская литература, 1976. — 127с. с илл.
- Олений родник. Рассказы и повести. — Москва: Советский писатель, 1982. — 368с.
- Последний шанс. Роман. — Москва: Советский писатель, 1988. — 384с.
- Никто не забыт, ничто не забыто : Воспоминания // Так это было : Национальные репрессии в СССР, 1919-1952 годы : в 3 т. Т.3 / сост., предисл., послесл., коммент. и примеч. С. У. Алиевой ; Рос. Междунар. фонд культуры. - М .: Инсан, 1993. - С. 74-120.

### Публикации на крымскотатарском языке
- Учурымлы ёл. Икяелер. — Ташкент: Гъафур Гъулам адына эдебият ве санъат нешрияты, 1971. - 88 бет.
- Севгиден кучьлю : икяелер ве повесть. — Ташкент: Гъафур Гъулам адына эдебият ве санъат нешрияты, 1973. - 107 бет.
- Буюк арзунен. Повестлер. — Ташкент: Гъафур Гъулам адына эдебият ве санъат нешрияты, 1978. — 268 бет.
- Сыгъын чокърагъы. Повесть ве икяелер. — Ташкент: Гъафур Гъулям адына эдебият ве санъат нешрияты, 1982  — 248 б.
- Ишанч : роман. — Ташкент : Гъафур Гъулям адына эдебият ве санъат нешрияты, 1986. — 360с.
- Сайлама эсерлер : икяелер ве повестьлер. — Симферополь: И. Гаспринский адына Медиамеркез, 2023. - 511 с. : портр.; 21 см.; ISBN 978-5-6049923-6-4 : 300 экз.

### Публикации на азербайджанском языке
- Qırmızı çalma [Mətn] : povest və hekayələr  ; [red. S. Məmmədova]. Bakı: Gənclik, 1978. 155, [5] s.: portr., 20 sm. (Текст выполнен в кириллической графике)
- Mən xainə atəş açırdım [Mətn] : povestlər ; tərc. ed. Q. İlkin. Bakı: Gənclik, 1981. 284, [4] s.: 20 sm.

### Публикации на узбекском языке
- Камалак : хикоялар ва кисса. — Тошкент : Адабиет ва санъат нашр., 1980. - 152 б : ил.
- Алвон салла : повесть ; тарж. Х. Ниёзов . — Ташкент : Ёш гвардия, 1982. - 126 б

### Публикации на украинском языке
- Коли зацвітає урюк : Оповідання / Переклад В.Даниленка // Самотній пілігрим: сучасна кримськотат. проза. : художественная лит-ра / Упоряд., пер. В. Даниленко. - Київ : ВД - Вид. Даниленко, 2003. - 420 с. - ISBN 966-8448-00-6 (в пер.) — С .228-238.
- Севгиден кучьлю: икяе = Сильніше за любов: Оповідання / пер. Д. Кононенко // Къарылгъачлар дуасы = Молитва ластівок : Къырымтатар несирининъ антологиясы: XX—XXI асыр / тертип эткенлер: Ю Къандым, М. Мирошниченко. — Киев : Этнос, 2006. — Экинджи китап. — С. 639—659.